# Хижняковка (Харьковская область)
Хижняковка (укр. Хижняківка) — село, 
Орельский поселковый совет,
Лозовский район,
Харьковская область.
Код КОАТУУ — 6323955708. Население по переписи 2001 года составляет 376 (177/199 м/ж) человек.

## Географическое положение
Село Хижняковка находится на левом берегу реки Орелька,
выше по течению примыкает к пгт Орелька,
ниже по течению на расстоянии в 2 км расположено село Запаровка
Рядом проходит железная дорога, ближайшая станция Орелька в 2-х км.

## История
- 1915 — дата основания.